# Chloroclystis eurystalides
Pasiphilodes eurystalides là một loài bướm đêm trong họ Geometridae.